# Caterpillar Inc.
Caterpillar Inc., tudi samo CAT (Caterpillar - "gosenica") je ameriška korporacija, ki načrtuje in proizvaja gradbene stroje, dumper tovornjake, kopače, buldožerje, nakladalnike, dizelske motorje, plinske turbine in drugo opremo. Podjetje ponuja tudi finančne storitve in zavarovanja. Podjetje ima 110 tovarn po vsem svetu in je najverjetneje največji proizvajalec gradbenih strojev na svetu.